# Acalolepta fuscosericea
Acalolepta fuscosericea là một loài bọ cánh cứng trong họ Cerambycidae.